# Staf Gebruers
Gustavus Polydorus (Staf) Gebruers (Antwerpen, 18 januari 1902 – Cobh, 24 april 1970) was een Ierse organist en beiaardier van Belgische komaf. Hij is zoon van de pasteibakker Adrianus Gebruers en Maria Catharina Jacobs. Broer John Gebruers was stadsbeiaardier van Antwerpen. Stafs zoon Adrian Gebruers werd ook organist en beiaardier te Cobh.
In eerste instantie leerde Staf voor onderwijzer. Zijn muzikale talent openbaarde zich al vroeg want op zestienjarige leeftijd zou hij al dirigent geweest zijn van een kinderkoor bij de uitvoering van De wereld in van Peter Benoit. Op aanraden van Emiel Hullebroeck verlegde hij zijn studie naar het Antwerps conservatorium en vervolgens naar de beiaardschool in Mechelen. Hij kreeg daar les van Jef Denijn (later naamgever van de beiaardschool) en Jef Van Hoof. Tijdens zijn studiejaren sloot hij vriendschap met André Cluytens en verdiepte hij zich in de Gregoriaanse muziek en gezangen en kerkmuziek in het algemeen. Net als zijn broer bespeelde hij enige tijd het orgel/klokkenspel van de Sint-Catharinakerk in Kiel en was hij enige tijd assistent-stadsbeiaardier van Antwerpen. Hij werd gevraagd organist te worden in de Verenigde Staten, maar zijn ouders raadden hem dat af. In plaats daarvan emigreerde hij in 1924 naar Ierland. Hij werd aangesteld tot organist, dirigent/koormeester en beiaardier van St Colman's Cathedral en werd ook muziekleraar aan de muziekschool van Mount Melleray. Bovendien trad hij weleens als gastdirigent op aan de Dublin Opera Society en reisde geheel Ierland door om ook zijn muziek (van operette tot oratorium) te laten horen. Zijn muziek en leiderschap leverde hem vele Ierse prijzen op. Een grote eer viel hem ten deel in Washington, D.C., hij maakte een concertreis door de Verenigde Staten en werd tot benoemd tot ereburger van de hoofdstad van dat land (1957). Een jaar later onderscheidde de SABAM hem; in 1969 ontving hij de Pro Ecclesia et Pontifice voor zijn inspanningen binnen de kerkmuziek.
In 1953 was hij in Utrecht te horen als een van de vele deelnemers aan een beiaardwedstrijd gehouden op het klokkenspel van de Domtoren. De University College Cork kent een Staf Gebruers Memorial Award.
- MusicBrainz: e4358dc5-3ea0-41d4-9586-aac49044b04e
- Virtual International Authority File: 315668530